# Меган Годж
Меган Годж (англ. Megan Hodge, 15 жовтня 1988) — американська волейболістка, олімпійська медалістка.

## Життєпис
Меган Годж народилася на Сент-Томасі, Американські Віргінські острови. Її сім'я переїхала у Дюрем, Північна Кароліна, коли їй було 3 роки. Батьки Меган, Майкл і Кармен, колишні члени Національної волейбольної команди Американських Віргінських островів.
Годж почала займатися волейболом у 12 років.

## Виступи на Олімпіадах
| Олімпіада   | Дисципліна | Місце |
| ----------- | ---------- | ----- |
| Лондон 2012 | волейбол   | 2     |